# Cầu Denton (Gambia)
Cầu Denton là cây cầu nổi bật ở Gambia nối liền thủ đô Banjul, nằm trên đảo St. Mary, với đất liền. Được đặt theo tên của Ngài George Chardin Denton, cựu Thống đốc Gambia, cây cầu có một nhịp dài 210 m và bắc qua Khu liên hợp đầm lầy Tanbi. Cây cầu là một cây cầu dầm mở ra vào năm 1986 và là con đường duy nhất nối đất liền với Banjul, với phương thức duy nhất khác là lối vào là phà từ Barra.